# غبلي
غبلي (بالإنجليزية: Gbely)‏ هي بلدة و municipality of Slovakia تقع في سلوفاكيا في Skalica District. يقدر عدد سكانها بـ 5,149 نسمة . تُعد غبلي من المناطق ذات الأهمية المحلية، وتحتوي على العديد من المعالم الطبيعية والتاريخية التي تجذب الزوار من المناطق المجاورة. 
التاريخ
تمتلك غبلي تاريخًا عريقًا يعود إلى العصور الوسطى، حيث كانت تُعد مركزًا هامًا للتجارة والزراعة. وقد أسهم موقعها الاستراتيجي في شمال غرب سلوفاكيا في تعزيز مكانتها عبر التاريخ.
الاقتصاد
يعتمد اقتصاد غبلي بشكل رئيسي على الزراعة والصناعات المحلية، حيث تُسهم الزراعة في توفير فرص عمل لسكان البلدة، بالإضافة إلى بعض الصناعات الخفيفة والخدمات التي تلبي احتياجات المجتمع المحلي.
الثقافة والمعالم
تضم غبلي عددًا من المعالم الثقافية والتاريخية التي تعكس تراث البلدة وتاريخها العريق. هناك بعض الكنائس التاريخية والمباني التي تعود إلى القرون السابقة، والتي تُعد وجهات سياحية هامة للزوار المهتمين بالثقافة السلوفاكية والتاريخ.